# Municipio de Wheeler (condado de Van Buren)
El municipio de Wheeler (en inglés: Wheeler Township) es un municipio ubicado en el condado de Van Buren en el estado estadounidense de Arkansas. En el año 2010 tenía una población de 336 habitantes y una densidad poblacional de 2,38 personas por km².

## Geografía
El municipio de Wheeler se encuentra ubicado en las coordenadas 35°37′28″N 92°43′15″O / 35.62444, -92.72083. Según la Oficina del Censo de los Estados Unidos, el municipio tiene una superficie total de 141.45 km², de la cual 141,32 km² corresponden a tierra firme y (0,09 %) 0,12 km² es agua.

## Demografía
Según el censo de 2010, había 336 personas residiendo en el municipio de Wheeler. La densidad de población era de 2,38 hab./km². De los 336 habitantes, el municipio de Wheeler estaba compuesto por el 96,13 % blancos, el 1,19 % eran amerindios, el 1,19 % eran de otras razas y el 1,49 % eran de una mezcla de razas. Del total de la población el 6,85 % eran hispanos o latinos de cualquier raza.